# Robert Dorfmann
Pour les articles homonymes, voir Dorfmann.
Robert Dorfmann, né et mort à Paris (3 mars 1912 - 11 août 1999) est un producteur de cinéma français.

## Biographie
Le père de Robert Dorfmann est propriétaire d'un cinéma à Pau. Il aide à cacher des juifs pendant la seconde guerre mondiale.
Dès 1932, Robert Dorfmann fonde un cinéma ambulant. À la fin de la guerre, Dorfmann travaille occasionnellement en tant que producteur, mais surtout comme distributeur de films. En 1951, il est nommé directeur général de Corona.
Il a produit quelques-uns des grands classiques du cinéma français : Jeux interdits, Le Corniaud, La Grande Vadrouille, L'Aveu, Le Cercle rouge, etc. En 1973, après le film Papillon qui remporte un succès international, il se retire du milieu de la production.
En 1978, il reçoit un César d'honneur pour l'ensemble de sa carrière.
Il avait épousé Agnes Delahaie (1920-2003). Il est le père de trois enfants : Élisabeth, Frédéric (époux de Véronique Danon, fille du producteur Raymond Danon), et Jacques Dorfmann, lui-même producteur de cinéma.

## Filmographie partielle
- 1951 : Garou-Garou, le passe-muraille de Jean Boyer
- 1951 : Le Dindon de Claude Barma
- 1952 : Agence matrimoniale de Jean-Paul Le Chanois
- 1952 : Jeux interdits de René Clément
- 1954 : L'Air de Paris de Marcel Carné
- 1954 : Touchez pas au grisbi de Jacques Becker
- 1956 : La Meilleure Part d'Yves Allégret
- 1958 : Les Tricheurs de Marcel Carné
- 1959 : L'Ambitieuse d'Yves Allégret
- 1960 : Fortunat d'Alex Joffé
- 1961 : La Princesse de Clèves de Jean Delannoy
- 1962 : Les Culottes rouges d'Alex Joffé
- 1963 : La Cuisine au beurre de Gilles Grangier
- 1963 : Château en Suède de Roger Vadim
- 1965 : Le Corniaud de Gérard Oury
- 1966 : La Grande Vadrouille de Gérard Oury
- 1967 : Le Petit Baigneur de Robert Dhéry
- 1968 : Manon 70 de Jean Aurel
- 1968 : Mayerling de Terence Young
- 1968 : La Prisonnière de Henri-Georges Clouzot
- 1968 : Les colts brillent au soleil de Sergio Merolle
- 1969 : L'Arbre de Noël de Terence Young
- 1970 : Tristana de Luis Buñuel
- 1970 : L'Aveu de Costa-Gavras
- 1970 : De la part des copains de Terence Young
- 1970 : La Route de Salina (Road to Salina) de Georges Lautner
- 1970 : Le Cercle rouge de Jean-Pierre Melville
- 1971 : Soleil rouge de Terence Young
- 1971 : La Maison sous les arbres de René Clément
- 1971 : Trafic de Jacques Tati
- 1972 : Un flic de Jean-Pierre Melville
- 1973 : Papillon de Franklin J. Schaffner

| Film                   | Réalisateur          | Année | Entrées au Box-office France |
| ---------------------- | -------------------- | ----- | ---------------------------- |
| La Grande Vadrouille   | Gérard Oury          | 1966  | 17 272 987                   |
| Le Corniaud            | Gérard Oury          | 1965  | 11 740 438                   |
| La Cuisine au beurre   | Gilles Grangier      | 1963  | 6 396 529                    |
| Le Petit Baigneur      | Robert Dhéry         | 1968  | 5 542 796                    |
| Les Tricheurs          | Marcel Carné         | 1958  | 4 948 349                    |
| Jeux interdits         | René Clément         | 1952  | 4 910 835                    |
| Touchez pas au grisbi  | Jacques Becker       | 1954  | 4 713 585                    |
| Le Cercle rouge        | Jean-Pierre Melville | 1970  | 4 339 821                    |
| La Princesse de Clèves | Jean Delannoy        | 1961  | 3 428 237                    |

### Documentaire
- Le Temps des Nababs : comment produisait-on avant la télévision ? de Florence Strauss, épisodes 2 et 3, Les Films d'ici / Le Pacte, 2019 [présentation en ligne]